# Daniel Moro
Daniel Moro Fernández (nacido el 8 de agosto de 1973 en Madrid, Comunidad de Madrid) es un exjugador de waterpolo español. Disputó los Juegos Olímpicos de Sídney 2000 y los de Atenas 2004 con España, obteniendo una cuarta y sexta posición, respectivamente. Fue campeón del mundo con España en el mundial de Fukuoka 2001.

Su hermano Iván Moro también fue jugador de waterpolo.

## Participaciones en Juegos Olímpicos
- Sídney 2000, puesto 4.
- Atenas 2004, puesto 6.